# Yves Nat
Yves Nat (ur. 29 grudnia 1890 w Béziers, zm. 31 sierpnia 1956 w Paryżu) – francuski pianista i kompozytor.

## Życiorys
W dzieciństwie uczył się solfeżu, harmonii i gry na fortepianie. W wieku 7 lat dał swój pierwszy recital jako pianista, mając 10 lat dyrygował wykonaniem napisanej przez siebie Fantazji na orkiestrę. Był uczniem Louisa Diémera w Konserwatorium Paryskim, studia ukończył w 1907 roku z I nagrodą w klasie fortepianu. W latach 1909–1934 odbył liczne podróże koncertowe, grał w krajach europejskich, ZSRR i Stanach Zjednoczonych. Zasłynął jako interpretator dzieł Beethovena i Schumanna, jako kameralista występował wspólnie z Jacques’em Thibaudem, George’em Enescu i Eugène’em Ysaÿem. W 1934 roku objął posadę profesora fortepianu w Konserwatorium Paryskim, zaprzestając występów. Powrócił do koncertowania w 1952 roku. Dokonał nagrań płytowych dla wytwórni Columbia Records i HMV.
Skomponował m.in. fresk symfoniczny L’Enfer na chór i orkiestrę (1942), Concerto pour piano (1952), Chansons à Païney na głos i fortepian (1921), a także liczne utwory fortepianowe, m.in. Préludes (1921), Sonatine (1921), Pour un petit Moujik (1921), Clown (1922). Do jego uczniów należeli Yuri Boukoff, Jörg Demus, Jacques Loussier, Jean-Bernard Pommier, Pierre Sancan i Robert Veyron-Lacroix.